# صباح (جزين)
صباح هي إحدى القرى اللبنانية من قرى قضاء جزين في محافظة الجنوب.